# Grafia friulana

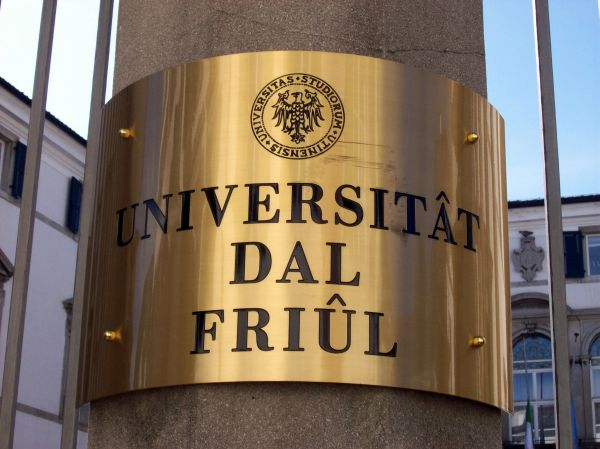
Targa in friulano all'ingresso dell'Università degli Studi di Udine

La lingua friulana possiede una propria grafia adottata ufficialmente con un Decreto del Presidente della Giunta Regionale dei Friuli-Venezia Giulia il 25 ottobre 1996, sulla base della grafia approvata il 15 luglio 1986 dal Consiglio della Provincia di Udine. 
| Lettera/Digramma | Suono (IPA) | Diacritici | Esempi                                             | Note                                      |
| ---------------- | ----------- | ---------- | -------------------------------------------------- | ----------------------------------------- |
| A a              | /a/         | à â        | Acuile (aquila)                                    |                                           |
| B b              | /b/         |            | Bale (palla)                                       |                                           |
| C c              | /k; ʧ/      |            | Cisile (rondine), code (coda)                      | come in italiano                          |
| Ch ch            | /k/         |            | Machine (macchina)                                 | come in italiano                          |
| Cj cj            | /c/         |            | Cjan (cane)                                        | fonema non presente in italiano, vedi /c/ |
| Ç ç              | /tʃ/        |            | Çus (gufo)                                         | solo davanti ad a, o, u e a fine parola   |
| D d              | /d/         |            | Dint (dente)                                       |                                           |
| E e              | /ɛ~e/       | è ê        | Elefant (elefante)                                 |                                           |
| F f              | /f/         |            | Fale (tranne)                                      |                                           |
| G g              | /ɡ/         |            | Gote (goccia)                                      | sempre davanti a, o, u                    |
| Gh gh            | /ɡ/         |            | Siringhe (siringa)                                 | come in italiano                          |
| Gj gj            | /ɟ/         |            | Gjat (gatto)                                       | fonema non presente in italiano, vedi /ɟ/ |
| Gn gn            | /ɲ/         |            | gnotul (pipistrello)                               | come in italiano                          |
| H h              |             |            | Hotel                                              | come in italiano                          |
| I i              | /i~ɪ/       | ì î        | Int (gente)                                        |                                           |
| J j              | /j/         |            | Jerbe (erba)                                       |                                           |
| L l              | /l/         |            | Lune (luna)                                        |                                           |
| M m              | /m/         |            | Mont (monte)                                       |                                           |
| N n              | /n; ŋ/      |            | Nole (nocciola)                                    |                                           |
| O o              | /ɔ~o/       | ò ô        | Ors (orso)                                         |                                           |
| P p              | /p/         |            | Pipe (pipa)                                        |                                           |
| Q q              | /kw/        |            | Quiz                                               | come in italiano                          |
| R r              | /r/         |            | Ramaç (ramo)                                       |                                           |
| S s              | /s; z/      |            | Sarpint (serpente), Scusse (buccia), Pesâ (pesare) | come in italiano                          |
| 'S 's            | /z/         |            | 'Save (rospo)                                      | solo a inizio parola                      |
| T t              | /t/         |            | Tace (bicchiere)                                   |                                           |
| U u              | /u~ʊ; w/    | ù û        | Urtie (ortica)                                     |                                           |
| V v              | /v/         |            | Viole (viola)                                      |                                           |
| Z z              | /dʒ/        |            | Zugatul (giocattolo)                               |                                           |
| Z z              | /ts; dz/    |            | Lezion (lezione), Zoo (zoo)                        | come in italiano                          |